# Ljudmila Nikojane
Ljudmila Nikojane (armenisch Լյուդմիլա Նիկոյանը, engl. Transkription Liudmila Nikoyan; * 1. August 1979 in der Sowjetunion) ist eine armenische ehemalige Tennis- und aktive Beachtennisspielerin.

## Karriere
Nikojane, die ihr Spiel auf Sandplätzen bevorzugte, begann im Alter von neun Jahren mit dem Tennis.
Sie gewann während ihrer Karriere fünf Doppeltitel des ITF Women’s Circuits. Über die Qualifikation erreichte sie mit den Volvo Women’s Open 2002 erstmals eine Hauptrunde eines WTA-Turniers, gemeinsam Julija Wakulenko mit Doppel, wo sie in der ersten Runde gegen Silvija Talaja/Marlene Weingärtner mit 2:6 und 2:6 verloren.
Zwischen 2001 und 2010 spielte sie für die armenische Fed-Cup-Mannschaft, wo sie bei 28 gespielten Matches 21-mal siegreich war.
Ihr letztes Tennisturnier spielte sie im August 2010. Seit 2013 spielt sie Beachtennis, wo sie bereits 36 Titel feiern konnte.

## Turniersiege

### Doppel
| Nr. | Datum        | Turnier        | Kategorie   | Belag     | Partnerin           | Finalgegnerinnen                    | Ergebnis       |
| --- | ------------ | -------------- | ----------- | --------- | ------------------- | ----------------------------------- | -------------- |
| 1.  | Juli 1999    | Brüssel        | ITF $10.000 | Sand      | Līga Dekmeijere     | Ségolène Berger Victoria Courmes    | 6:76, 6:3, 6:3 |
| 2.  | April 2000   | Cerignola      | ITF $10.000 | Sand      | Maria Boboedova     | Maria Elena Camerin Mara Santangelo | kampflos       |
| 3.  | Juli 2002    | Horb am Neckar | ITF $10.000 | Sand      | Swetlana Mossjakowa | Ruxandra Marin Delia Sescioreanu    | 7:64, 6:1      |
| 4.  | Juli 2006    | Amarante       | ITF $10.000 | Hartplatz | Lucia Gonzalez      | Natalia Pervitskaya Jenny Swift     | 6:1, 6:2       |
| 5.  | Februar 2009 | Portimão       | ITF $10.000 | Hartplatz | Diana Isaeva        | Raquel Piltcher Roxane Vaisemberg   | 7:65, 6:3      |